# Boris Nieslony
Boris Nieslony (Grimma, 2 ottobre 1945) è un artista tedesco.

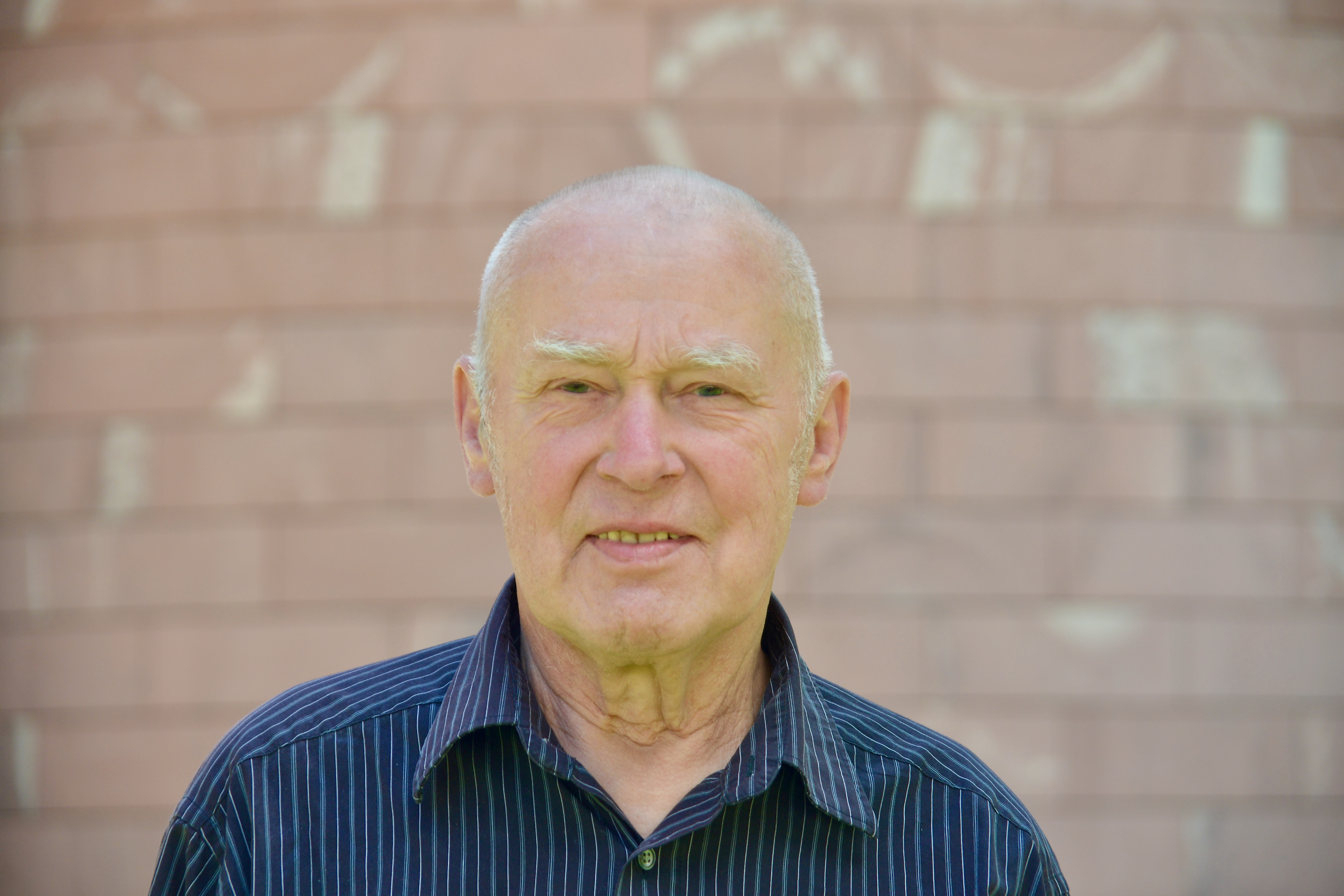
Boris Nieslony, 2022 davanti al Museo Tinguely di Basilea nell'ambito della mostra BANG BANG translocal performance history:n. Foto: Markus Goessi

Dal 1981 ha sviluppato un archivio completo sulla performance art, sugli spazi gestiti dagli artisti e sui fondamenti teorici e filosofici del settore.

## Biografia
Nell'ottobre del 1966 iniziò la prima azione di Nieslony nello spazio pubblico: visse per nove mesi su Georgsplatz ad Hannover e un cerchio di gesso servì a lui, e al gruppo che si era formato lì, come simbolo e delineatore della situazione politica e temporale.
Dal 1970 al 1974, Nieslony studiò pittura a Berlino – con Herrman Bachmann e Raimund Girke presso l'Università delle Arti di Berlino – poi si trasferì ad Amburgo per studiare all'Università di Belle Arti con Gerhard Graubner e i professori Ulrich Rückriem, Georg Jappe e Bazon Brock che insegnarono lì.
Insieme ad artisti di altri settori, nel 1977 venne fondata la Künstlerhaus Hamburg. Grazie a una borsa di studio del DAAD, Nieslony lavorò a Parigi, dove presenziò, tra le altre cose, alle prove pubbliche dell'opera Einstein on the Beach di Robert Wilson e Philip Glass e mantenne i contatti con musicisti e ballerini della Minimal Art . Dal 1979 ha lavorato come artista e organizzatore di spettacoli nella “Piccola Sala Espositiva” del Künstlerhaus di Amburgo. Nel 1981 organizzò, insieme alla Künstlerhaus di Stoccarda, il progetto Das Konzil (Il Consiglio), al quale parteciparono complessivamente 70 artisti per 30 giorni.
Nel 1983 Nieslony si trasferì a Colonia. Nel 1985 venne fondato il gruppo performativo Black Market International, originariamente composto da sette artisti. Nel 1986 venne fondata l'Art Service Association (ASA), un'associazione rivolta ad artisti e teorici.
Nel 1993, il progetto di 100 giorni "Quantum Pool Cologne" fece scalpore mediatico. Questo progetto, avviato da Van Gogh TV in occasione di documenta 9, ha consolidato la crescente cooperazione all'interno della comunità artistica di Colonia, della Renania Settentrionale-Vestfalia e nei centri mondiali. Nel 1995 si tenne a Colonia la prima Performance Art Conference e contemporaneamente il Performance Art Archive passò dall'attività di raccolta a quella di generazione di conoscenza.
Nel 2010, Nieslony ha avviato la scena artistica performativa “PAErsche”.

## Metodo di lavoro
Nieslony opera a livello internazionale. Il suo lavoro è allo stesso tempo formale, tematico e orientato al contenuto. Un tema essenziale è l’arte dell’incontro. In questo senso, anche in contrasto con il classico mercato dell’arte, gli incontri e le collaborazioni con altri artisti fanno parte del suo lavoro. Le situazioni create e co-create dell'artista, come gruppi, progetti e associazioni, hanno dato vita a numerose iniziative alcune delle quali ha conseguenze durature.
Fra queste iniziative è celebre il ciclo di conferenze iniziate nel 1995, una serie di conferenze performative che combinano teoria e pratica. Si sono svolte oltre quindici eventi tra Colonia, Francoforte, Amburgo, Berlino, Essen, Mannheim, Berna, Glarona, Bangkok, Ho Chi Minh City e Bedulu (Bali).  Sulla base della documentazione delle conferenze, è possibile tracciare una linea storica che comprende la scena performativa nell'area di lingua tedesca e anche a livello internazionale includendo ad esempio i paesi asiatici.
Le performance dell'artista possono essere improvvisazioni imprevedibili e irripetibili, che si svolgono in conferenze e in luoghi piuttosto estranei al mercato dell'arte, talvolta in collaborazione con note istituzioni artistiche o come interventi in centri urbani o in luoghi interessanti e insoliti.
Oltre alle performance, Nieslony sviluppa sculture espansive, fotografie, libri d'artista e progetta progetti etnografici.

## Pubblicazioni
- (DE) Katalog der Deutschen Nationalbibliothek (opere di e su Boris Nieslony), su portal.dnb.de, Biblioteca nazionale tedesca.
- Elisabeth Jappe: Performance − Ritual − Prozeß. Handbuch der Aktionskunst in Europa. Prestel, München/New York 2000, ISBN 3-7913-1300-2